# Золотистый потто
Золотистый потто (лат. Arctocebus aureus) — примат из семейства лориевых. Входит в состав рода золотистых потто вместе с восточным потто (Arctocebus calabarensis). Обитает в Камеруне, Республике Конго, Экваториальной Гвинее и Габоне. Обычная среда обитания — дождевые леса, однако встречается и на фермерских плантациях.
Масса взрослого животного составляет от 266 до 465 граммов. Хвост короткий и толстый, указательные пальцы укорочены, на каждой задней лапке имеется один длинный коготь, используемый для чистки шерсти. От восточного потто отличается по цвету — шерсть на спине красно-золотая, переходящая в светло-красную на брюхе. В отличие от восточного потто, у золотистого потто нет мигательной перепонки.
Ведёт ночной образ жизни, предпочитает охотиться в кронах деревьев на высоте от 5 до 15 метров от земли. Рацион на 85 % состоит из насекомых и их личинок (в основном гусениц) и на 14 % из фруктов.